# Fjellerup Kirke
Fjellerup Kirke er en Kirke (bygning) i landsbyen Fjellerup, Fjellerup Sogn, på det nordlige Djursland (tidligere Djurs Nørre Herred, Randers Amt). Kirken er opført i Romansk stil i granitkvadre. Tårnet er af munkesten og våbenhus af granit og munkesten, opført i slutningen af middelalderen.
Som følge af et angreb af skimmelsvamp holder kirken lukket fra juni 2024 og året ud.

## Billeder
- Prædikestolen
- Altertavlen
- Døbefonten

## Eksterne kilder og henvisninger
- Fjellerup Kirke Arkiveret 19. september 2015 hos  Wayback Machine hos KortTilKirken.dk

- Wikimedia Commons har flere filer relateret til Fjellerup Kirke